# Kokosing River

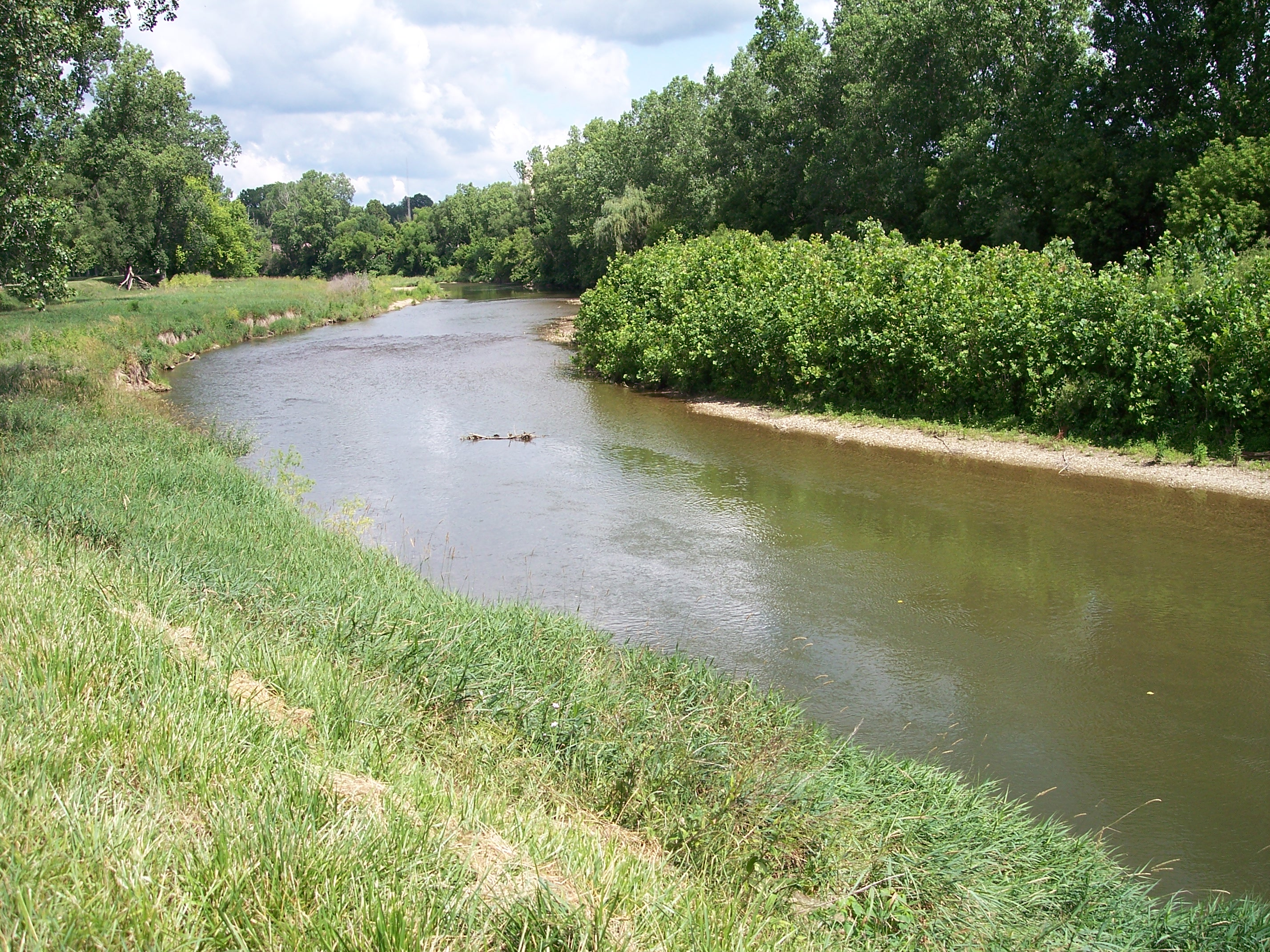
Der Kokosing River bei Mount Vernon

Der Kokosing River ist ein 92 km langer Nebenfluss des Walhonding River im zentralen US-Bundesstaat Ohio. Über den Walhonding, Muskingum und Ohio River gehört er zum Flusssystem des Mississippi Rivers und entwässert ein Gebiet von rund 1.248 km². Der Kokosing River entspringt im Morrow County nordöstlich von Mount Gilead und fließt zunächst südwärts. Bei der Ortschaft Chesterville biegt er nach Osten und durchquert das Knox und das Coshocton County, wobei er die Orte Mount Vernon, Howard und Gambier berührt. 3 km nordwestlich der Ortschaft Nellie im nordwestlichen Coshocton County trifft er auf den Mohican River und beide Flüsse bilden den Walhonding River. Oberhalb von Mount Vernon nimmt der Kokosing River seinen wichtigsten Nebenfluss, den aus Nordwesten kommenden North Branch Kokosing River (Nordarm des Kokosing Rivers) auf. Laut dem Geographic Names Information System wurde der Fluss in seiner Besiedlungsgeschichte auch mit Kokoshing River, Owl Creek, Vernon River und ähnlichen Namen bezeichnet.
Von den vermutlich ersten Siedlern am Kokosing River zeugen zwei Mounds bei der Stadt Fredericksburg. Im 18. und 19. Jahrhundert wurde das Gebiet von mehreren Indianerstämmen als Jagdgrund genutzt, darunter die Shawnee, Wyandot und Delaware. Größere Indianerdörfer gab es weiter flussabwärts am Walhonding River. Nach dem Vertrag von Greenville von 1795 mussten die meisten Indianer das Gebiet verlassen und um 1803 entstanden neue Siedlungen der weißen Einwanderer. Am Fluss wurden durch Wasserkraft angetriebene Säge- und Kornmühlen errichtet und man nutzte den Kokosing River als Transportweg für Holz und landwirtschaftliche Erzeugnisse. Zunehmende Abholzung der Wälder und damit verbundene Bodenerosion veränderten die Hydrologie des Flusses, so dass die Mühlen geschlossen und der kommerzielle Bootsbetrieb eingestellt werden musste.
Zwischen Mount Vernon und Howard wird der Fluss vom Kokosing Gap Trail begleitet. Dieser befestigte Wander- und Radweg wurde auf der ehemaligen Eisenbahntrasse der Pennsylvania Railroad zwischen Mount Vernon und Danville angelegt.